# Pseudostomella mandela
Pseudostomella mandela is een buikharige uit de familie van de Thaumastodermatidae. De wetenschappelijke naam van de soort werd voor het eerst geldig gepubliceerd in 2015 door Todaro, Perissinotto en Bownes.